# Emblemat (architektura)

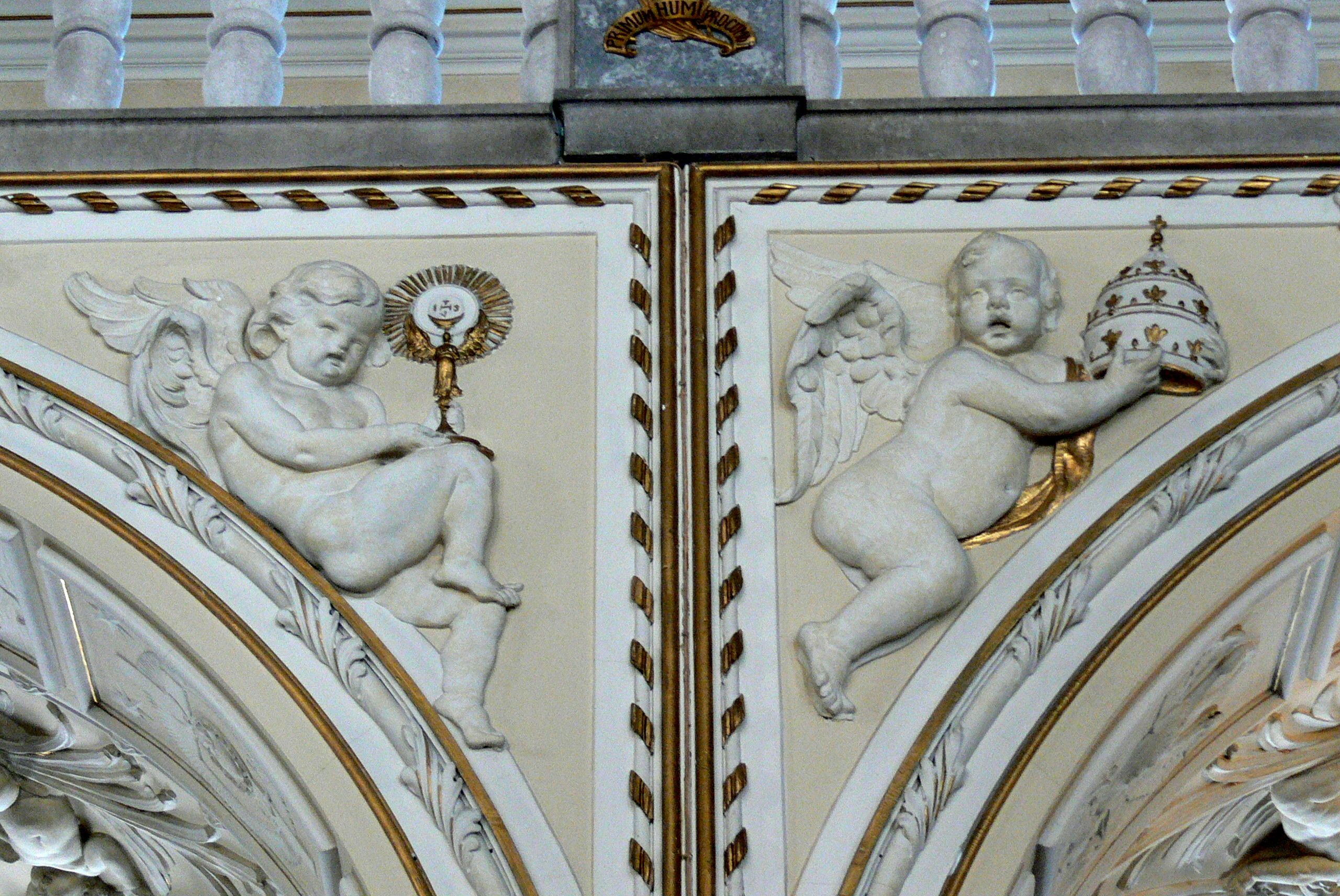
Emblematy: monstracja i tiara podtrzymywane przez putta, sztukaterie z XVIII wieku

Emblemat – element dekoracji architektonicznej, znany i stosowany od starożytności, symbolizujący pojęcie, ideę lub czynność. Emblemat często występuje w charakterze ornamentu.
Do najbardziej znanych emblematów architektonicznych należą:
- wyobrażenie berła – symbolizujące władzę świecką
- wyobrażenie tiary – symbolizujące władzę papieską

Emblematy szeroko stosowano w architekturze renesansu. W baroku najpopularniejsze były emblematy wiary (serce, krzyż), w klasycyzmie – wojenne (miecz, tarcza), a w architekturze nowożytnej najczęściej stosowane są emblematy w formie godeł państwowych, miejskich i organizacji (np. cechów zawodowych).